# GLAAD
GLAAD, auch GLAAD, the LGBT Media Advocacy Organization (deutsch: GLAAD, die LGBT-Medien-Advocacy-Organisation), bis 2013 Gay and Lesbian Alliance Against Defamation, ist eine Non-Profit-Organisation von LGBT-Aktivisten in den Vereinigten Staaten von Amerika. Sie sieht ihren Zweck darin eine „faire, korrekte und inklusive Darstellung von Menschen und Ereignissen in den Massenmedien als ein Mittel gegen Homophobie und gegen Diskriminierung aufgrund von Geschlechtsidentität und sexueller Orientierung“ zu fördern und zu sichern.

## Arbeit
Nicht nur, aber auch durch die Arbeit von GLAAD werden Schwule und Lesben heute in den unterschiedlichsten Medien dargestellt, vom Zeitungsartikel über die Seifenoper bis zum Comic-Strip. Negative und unausgeglichene Berichte über die Gesellschaft der Lesben und Schwulen haben abgenommen. Als zukünftige Aufgaben sieht die Organisation vor allem die Sichtbarkeit von Transgendern und Bisexuellen, die Darstellung der ganzen Vielfalt der queeren Community und die richtige Darstellung von Beziehungen. GLAAD ist eine bedeutende Quelle für Ressourcen und Informationen zu diesem Themenkomplex und stellt sie den Unterhaltungs- und Nachrichtenmedien zur Verfügung und organisiert auch Weiterbildungen für Redakteure und Verantwortliche. Es werden aber keine überzogenen Forderungen gestellt und Unterhaltungsmedien-Direktor Scott Seomin sagt: „Wir können nicht nur bildschöne Darstellungen selbstloser Organspender verlangen, die in ihrer Freizeit Bücher für die Blinden transkribieren.“
GLAAD ist in verschiedenen Koalitionen involviert wie lokale und nationale Gruppen, welche die Don’t ask, don’t tell-Politik des Militärs ändern möchten, die National Freedom to Marry coalition und die National Coalition of Anti-Violence Programs.
Eines der sichtbarsten Programme sind die jährlichen vergebenen GLAAD Media Awards. Mit diesen werden Personen und Projekte in den Mainstream-Medien und der Unterhaltungsindustrie der USA ausgezeichnet für ihre faire, sorgfältige, inklusive und positive Darstellung der LGBT-Gesellschaft und jener Belange die ihr Leben beeinflussen. Die Preisverleihungen finden in Los Angeles, Miami, New York City und San Francisco statt.
GLAAD wurde im Jahre 1992 von der Zeitschrift Entertainment Weekly als eine der 100 mächtigsten Entitäten Hollywoods bezeichnet. Die Los Angeles Times beschrieb GLAAD als „wahrscheinlich die erfolgreichste Organisation, welche bei den Medien Lobbying für Inklusion betreibt.“

## Struktur
Büros existieren in New York City, Los Angeles und San Francisco.
Der geschäftsführende Vorstand besteht aus dem derzeitigen Präsidenten Neil G. Giuliano, der Entwicklungs- und Finanzchefin Julie Anderson, den Kommunikationsleiter Marc C. McCarthy, dem Personalchef und Administrator Michelle MacGaffey und dem Verantwortlichen für Medienprogramme Rashad Robinson. Darüber hinaus existiert ein Aufsichtsrat mit 36 Mitgliedern.
Die Arbeit ist in fünf Regionen aufgeteilt:
- Der Bundesstaat Kalifornien mit der Medienmetropole Hollywood ist eine eigene Region.
- Die Western Region umfasst die Bundesstaaten Alaska, Arizona, Colorado, Hawaii, Idaho, Montana, Nevada, New Mexico, Oregon, Utah, Washington und Wyoming.
- Die Central Region umfasst die Bundesstaaten Illinois, Indiana, Iowa, Kansas, Michigan, Minnesota, Missouri, Nebraska, North Dakota, Ohio, South Dakota und Wisconsin.
- Die Southern Region umfasst die Bundesstaaten Alabama, Arkansas, Florida, Georgia, Kentucky, Louisiana, Mississippi, North Carolina, Oklahoma, South Carolina, Tennessee und Texas.
- Die Eastern Region umfasst die Bundesstaaten Connecticut, Delaware, District of Columbia, Maine, Maryland, Massachusetts, New Hampshire, New Jersey, New York, Pennsylvania, Rhode Island, Vermont, Virginia und West Virginia.

Die Oberaufsicht hat Paul Karr und zusätzlich existiert ein übergeordneter Koordinator.
Darüber hinaus gibt es noch weitere Mitarbeiter und Mitglieder.

## Geschichte
Die Darstellung gleichgeschlechtlich empfindender Menschen in den Medien war lange ein großes Problem. Die Worte schwul und etwas weniger lesbisch waren meist verpönt. Die Darstellung homosexueller Menschen fiel vor allem in zwei Kategorien: verleumderisch und negativ sowie nicht-existierend. Inzwischen gibt es eine viel breiter gefächerte und auch positive Darstellung.
GLAAD wurde im Jahre 1985 als Gay and Lesbian Alliance Against Defamation in New York von Arnie Kantrowitz, Darrell Yates Rist und Vito Russo gegründet, um gegen die sensationsheischende und verleumderische AIDS-Berichterstattung der New York Post zu protestieren. Die Berichterstattung der Post unterstrich das Problem des generellen Fehlens queerer Darstellung in den Medien und die Verwendung homophober Stereotype, wenn Schwule einmal zu seltenen Gelegenheiten sichtbar wurden. Kurz darauf begann GLAAD auf der anderen Seite der USA, in Los Angeles, die Unterhaltungsindustrie Hollywoods von der der Wichtigkeit einer sorgfältigeren und realistischeren Darstellung von Schwulen und Lesben in Film und Fernsehen zu überzeugen. Es folgte die Gründung von Ortsverbänden in Atlanta, Dallas, Denver, Kansas City, Los Angeles, San Diego, San Francisco und Washington, D.C., bevor sie 1995 zu einer nationalen Organisation wurde.
In den ersten Jahren wurden einige bahnbrechende Erfolge erzielt. 1986 wurde die in Los Angeles produzierte wöchentliche Radiosendung Naming Names gestartet, welche für 600 Radiostationen in den USA verfügbar wurde. Die New York Times änderte 1987 nach Gesprächen mit GLAAD ihre redaktionelle Richtlinie und verwendete die Bezeichnung gay statt homosexual. Nach einem Antrag von GLAAD entwertete die United States Postal Service im Juni 1989, 20 Jahre nach Stonewall, die Briefe mit einem Sonderstempel. Im Jahre 2002 hatte das Projekt Announcing Equality erreicht, dass in 140 Zeitungen im ganzen Land – inklusive der New York Times – Anzeigen für Eingetragene Partnerschaften und Gleichgeschlechtliche Ehen neben den anderen Hochzeitsanzeigen auflisten. 2004 waren es schon 504 Zeitungen. Der Contentfilter-Hersteller Cyber Patrol sperrte einmal alle Webseiten aus, auf denen es um Homosexualität ging, egal ob es sich um Pornografie, Menschenrechtsorganisationen oder politische Gruppen handelte. Nach einer Intervention von GLAAD korrigierte der Hersteller seine Position und nahm Mitglieder der GLAAD in seinen Beraterstab auf.
GLAAD beeinflusste auch Berichterstattungen mit großer Reichweite. Nach der Ermordung von Matthew Shepard 1998 halfen sie vor Ort in Laramie den Medienrummel und die nächtlichen Wachen zu koordinieren. Sie lenkten auch die Medienaufmerksamkeit auf die Morde von Brandon Teena (1993), Arthur Warren (2000), Fred Martinez (2001), Gwen Araujo (2002) und anderer wie die antihomosexuellen Aussagen von Laura Schlessinger, Trent Lott und Rick Santorum oder die beleidigenden Texte von Eminem.